# 飞机维修检查
飞机维修检查指的是所有商用及民用航空器进行的周期性检修。这一过程通常由当地的民用航空局（比如美国联邦航空局、欧洲航空安全局等）监督。这种维修检查能使飞机处于良好状态并具有安全的飞行性能在美国，FAA会监督航空公司进行“持续适航性维修检测”（CAMP），并规定了一套专门的标准（OpSpecs）
这样的检查分为四种。粗略地說，飛機的定檢周期：4A=B，4B=C，8C=D，其中A级和B级较为简易，而C级和D级则属于全面、重大的安全检测。

## A级检修
这种检测平均每500 - 800飞行小时就要进行一次，通常需要20個人工小时。飞行器通常趁在机场过夜時完成此项检查，因此飛機維修工程師除了白天也常是夜班。检查内容取决于飞机类型、起飞降落周期数和上次检查后的飞行小时数，若滿足一些條件的話可以推遲。

## B级检修
B级检修平均每4-6个月进行一次。每次检测需要花费150个人工小时，通常在机位中1-3天完成。越來越常有B级检修有时会化为多个A级检修去完成。如一次B级检修可能包含了A-1至A-10的检测项目。

## C级检修
C级检修相對重大，平均每19-24个月进行一次，或者特定数目的飞行小时后执行。其具体时间由飞机制造商决定。C级检修在專門維修棚進行，比前两种检测要复杂完整的得多，飞机的几乎所有部位都要检修，以便更換耗損件，發動機就是這時候拆分的，並有獨立檢測。根据规定，检修期间飞机将暂停使用，并在完成前不得离开检修区域。C级检修也要占用大量的機坪空间，并且至少需要1-2个星期完成，总工作量达到6000個人工小时。这种检测步骤繁多，會因飛機型號種類不同而有所差異。

## D级检修
D级检修或S級檢查，是目前最为完整全面的飞机维修检查手段，又称为“重大维修检测”（HMV）。飞机平均5-6年进行一次重大检测。这种检查需要回廠，将会将整架飞机拆解并分解维修。并且飞机涂装将被完全清理，以检测机身的金属表面，因此如果航司有要求的话，飛機若需更換塗裝與升級內裝座位時，通常利用D級維修時一併順便實施。同时，D级检修也需要飛到特定國家的维修基地来进行。这样的检修需要花费40000个人工小时，通常需要两个月的时间。由于这种检修的复杂程度，它也是一种最昂贵的检修方式，通常每一次要花费数百万美元。
由于D级检修的巨大花费，拥有大量客机的航空公司通常会提早计划D级检修，順便做各種改新服務等等。平均而言，一架商业客机退役前会进行2-3次重大维修检测項目。故很多航空公司或出租公司会选择在飞机到达检修年限之前就索性让其退役、轉手或将其报销，以节约D级检修逐漸攀高的巨大成本。但與平均機齡十年以下的租賃商與航司不同，對於那些有強大航空製造與保養能力的國家，反而該國航司與租賃商會熱衷於回收其他的廉價二手飛機與二手零件檢測，做完大維修或拼揍改裝後再繼續投入使用多年，除非是數量太少影響其殘值太低才會提前報廢。另外，有需求的話，飛機只要能通過D检精心保養，數十年的老機也仍能繼續適航。

## 维修审查委员会
在航空运输协会（ATA）出版物MSG-3中指明了维修审查委员会（MRB）负责制定飞机维修的标准。MSG-3规定的现代运输航空器的维修标准主要以使用参数来规定检修。如以达到某一飞行小时或飞行周期数作为检修的前提条件。这样的规定给予了飞机检修更灵活的时间间隔，以降低检修成本并提高飞机使用率。